# Remptendorf
Remptendorf település Németországban, azon belül Türingiában. Lakosainak száma 3311 fő (2023. december 31.). Remptendorf Schleiz és Saalburg-Ebersdorf községekkel határos.

## Népesség
A település népességének változása:
| Lakosok száma | 3419 | 3388 | 3367 | 3333 | 3311 |
|               | 2017 | 2019 | 2021 | 2022 | 2023 |